# سليبي هولو
سليبي هولو (بالإنجليزية: Sleepy Hollow) هو فيلم رعب أمريكي إنتاج عام 1999 من بطولة جوني ديب وكرستينا ريتشي تم إنتاج الفيلم بميزانية بلغت تقريبا 65 مليون دولار أمريكي، وحقق إيرادات بلغت تقريبا 206 مليون دولار أمريكي في جميع أنحاء العالم، كما تم ترشيح الفيلم للفوز بأكثر من عشرين جائزة، من أهمها جائزة أفضل دور شرير لصالح النجم كريستوفر واكين في مسابقة إم تي في للأفلام، وجائزة أفضل ممثلة لصالح النجمة كريستينا ريتشي من مسابقة اختيار المراهقين، وفاز الفيلم بأكثر من عشرين جائزة أخرى من أهمها جائزة الأوسكار أفضل إخرج فني وديكور، وجائزة أفضل موسيقى من مسابقة أكاديمية أفلام الرعب والخيال العلمي، ويحمل تصنيف R؛ أي لا يسمح مشاهدته لمن هم أقل من 17 سنة دون رقابة أسرية؛ لاحتوائه على بعض مشاهد العنف والكلمات الخارجة.
الفيلم مقتبس عن رواية أسطورة سليبي هولو بقلم واشنطن إيرفينج.

## قصة
تدور أحداث فيلم «سليبي هولو» في بلدة تحمل نفس الاسم يسكنها المهاجرون الهولنديون، حيث يزورها شبح فارس مقطوع الرأس، ويقوم في كل زيارة بقطع رأس أحد أفراد البلدة حتى يعثر على رأسه المفقودة. وبعد استدعاء الضابط كرين للتحقيق في ثلاث جرائم قتل، يخبره سكان البلدة عن أسطورة الفارس مقطوع الرأس، لكنه لا يصدقها، ويعتقد أنها مجرد قصة أسطورية حتى يقوم الشبح بقطع رأس أحد رجال المدينة أمام عينيه. يبدأ كرين في الإسراع لملاحقة الشبح حتى يعرف سره المظلم وأصل حكايته الحقيقية، مما يسهل له مهمة إرساله مرة أخرى إلى قبره، كل هذا وكرين يحتفظ بسر خطير عن ماضيه يؤرقه ليل نهار

## لعبة "Mystery Legends: Sleepy Hollow"
لعبة "Mystery Legends: Sleepy Hollow" هي لعبة مغامرات من نوع "Point-and-click" تم إصدارها في عام 2008. تدور القصة حول محاولة حل لغز اختفاء شخصية "إبراهام فان براخت" في مدينة سليبى هولو، حيث يواجه اللاعب العديد من التحديات لحل الألغاز وكشف الأسرار المرتبطة بهذه المدينة.
تم اقتباس اللعبة من الرواية الشهيرة "أسطورة سليبي هولو" للكاتب واشنطن إيرفينج، بالإضافة إلى الفيلم الذي تم إصداره في عام 1999 من إخراج تيم بيرتون.
تتميز اللعبة برسومات مذهلة، بالإضافة إلى الألغاز المعقدة التي تشد انتباه اللاعبين، وتعتبر من أفضل ألعاب المغامرة في فئتها. تحتوي اللعبة على مستويات متعددة تتيح للاعب التفاعل مع الشخصيات واكتشاف البيئة المحيطة به بشكل مكثف.

## وصلات خارجية
- سليبي هولو على موقع IMDb (الإنجليزية)
- سليبي هولو على موقع ميتاكريتيك (الإنجليزية)
- سليبي هولو على موقع الموسوعة البريطانية (الإنجليزية)
- سليبي هولو على موقع روتن توميتوز (الإنجليزية)
- سليبي هولو على موقع نتفليكس (الإنجليزية)
- سليبي هولو على موقع قاعدة بيانات الأفلام العربية
- سليبي هولو على موقع ألو سيني (الفرنسية)
- سليبي هولو على موقع Turner Classic Movies (الإنجليزية)
- سليبي هولو على موقع أول موفي (الإنجليزية)
- سليبي هولو على موقع بوكس أوفيس موجو (الإنجليزية)

1. 1 2 3  وصلة مرجع: https://www.exler.ru/films/sonnaya-loshina.htm. مسار الأرشيف: https://web.archive.org/web/20200920174625/https://www.exler.ru/films/sonnaya-loshina.htm. تاريخ الأرشيف: 20 سبتمبر 2020.
2. 1 2 3 4 5  مذكور في: سليبي هولو. تاريخ النشر: 16 نوفمبر 1999.
3. 1 2 3 4  وصلة مرجع: http://www.imdb.com/title/tt0162661/locations?ref_=tt_dt_dt.
4. ↑  وصلة مرجع: http://stopklatka.pl/film/jezdziec-bez-glowy-1999. الوصول: 13 مايو 2016.